# Homburg (Saarland)
Homburg (Paltsisch: Humborch) is een gemeente in de Duitse deelstaat Saarland. Het is de Kreisstadt van de Saarpfalz-Kreis. De stad telt 41.790 inwoners.

## Indeling
Homburg bestaat uit Homburg-Stadt en tien stadsdelen: Beeden, Bruchhof-Sanddorf, Einöd, Erbach, Jägersburg, Kirrberg, Reiskirchen, Schwarzenacker, Schwarzenbach en Wörschweiler.

## Naburige plaatsen
- In het noordwesten: Bexbach
- In het westen: Kirkel en Neunkirchen (Saarland)
- In het noorden: Schönenberg-Kübelberg, dat in de deelstaat Rijnland-Palts ligt
- In het noordoosten: Bechhofen (Palts)
- In het oosten: Käshofen, in Rijnland-Palts
- In het zuiden: Zweibrücken, in Rijnland-Palts
- In het zuidwesten: Blieskastel

## Infrastructuur
De stad ligt direct ten zuiden van de Bundesautobahn 6 Saarbrücken - Kaiserslautern, met dicht bij de stad afrit 9, en ten noorden van de Bundesautobahn 8, met afrit 30 in stadsdeel Einöd. Door de gemeente lopen verder de Bundesstraße 40 en de Bundesstraße 423.

## Economie, hoger onderwijs
Het industriële concern Robert Bosch AG exploiteert te Homburg drie fabrieken van motor- en machine-onderdelen. Eén soortgelijke fabriek te Homburg, geëxploiteerd door de Schäffler-Gruppe, van o.a. automotor-onderdelen, had rond 2015 2.500 werknemers.
In de stad staat een fabriek van Michelin, waar vrachtautobanden worden gemaakt.
Bekend is ook de bierbrouwerij Karlsberg Brauerei.
In Homburg is Dr. Theiss gevestigd, een onderneming die natuurcosmetica e.d. maakt en verhandelt, waaronder een bekende goudsbloemenzalf.
De Universiteit van Saarland, met hoofdzetel te Saarbrücken, is ten dele in Homburg gevestigd. Het betreft hier o.a. de medische faculteit met het bijbehorende academische ziekenhuis. Dit complex is zeer uitgestrekt, en ligt te midden van bos.

## Geschiedenis
Op de Schlossberg  stond reeds in de 13e eeuw het kasteel Hohenburg, waarvan de plaatsnaam Homburg vrijwel zeker een verbastering is. In 1330 verleende keizer Lodewijk de Beier de aan de voet van dit kasteel ontstane nederzetting stadsrechten. Het kasteel ging aan het eind van de 17e eeuw na een aanval door Franse soldaten verloren.
Hertog Karel II August van Palts-Zweibrücken  liet in 1778 voor zichzelf bij Bruchhof-Sanddorf, een van de weelderigste paleizen van geheel Duitsland, Kasteel Karlshof, bouwen. Het was in 1788 voltooid. Lang heeft dit lustslot er niet gestaan. In 1793 werd het, toen Franse revolutionaire troepen de streek veroverden, verwoest. 
Homburg werd aan het eind van de Tweede Wereldoorlog, in maart 1945, door geallieerde vliegtuigen gebombardeerd en daarbij deels verwoest.

## Bezienswaardigheden
Bij de stad ligt de Schlossberg met daarop een kasteelruïne, en in de berg een aantal door winning van zandsteen ontstane kunstmatige grotten.
Homburg beschikt over een oudheidkundig museum, het Römermuseum Schwarzenacker. Het bestaat uit een voormalig landhuis uit 1725, het Edelhaus, met een collectie Romeinse oudheden, en een buitenterrein, waar zich een gedeeltelijk gereconstrueerd Romeins stadje (Vicus) bevindt.
Zeer bezienswaardig zijn de ruïnes en de gedeeltelijk gereconstrueerde tuinen van Kasteel Karlsberg, in het stadsdeel Bruchhof-Sanddorf.
Homburg heeft een omgeving met veel bos, waar veel mogelijkheden zijn voor, ook meerdaagse, wandeltochten, o.a. naar het nabijgelegen Paltserwoud.

## Geboren
- Andreas Walzer (20 mei 1970), wielrenner
- Markus Heitz (10 oktober 1971), auteur
- Kelly Piquet (7 december 1988), model

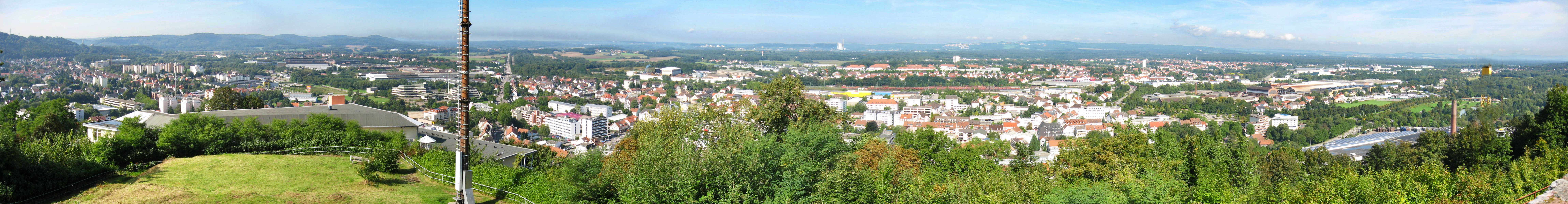
Gezicht op Homburg
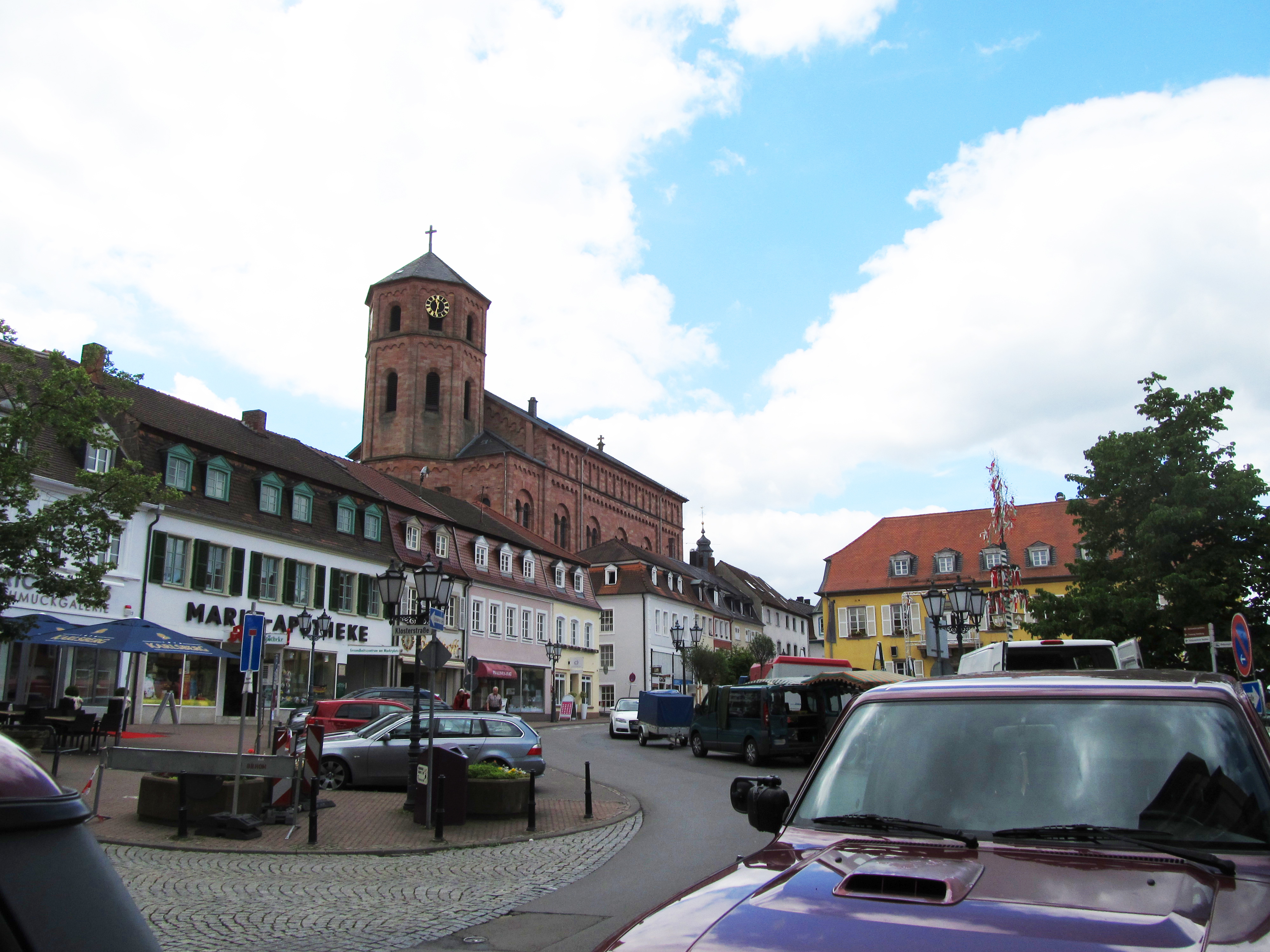
Marktplatz
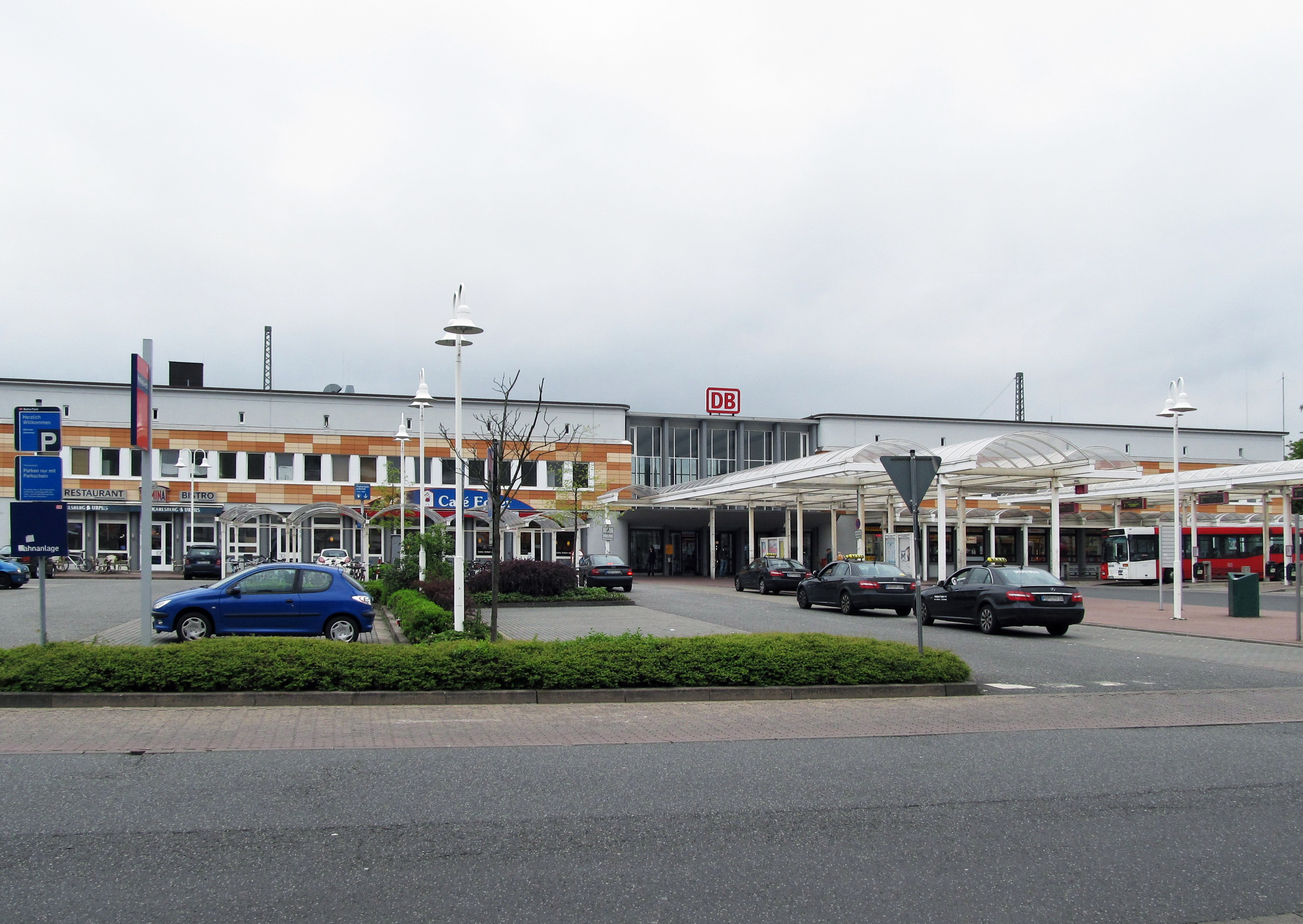
Hauptbahnhof, voorzijde
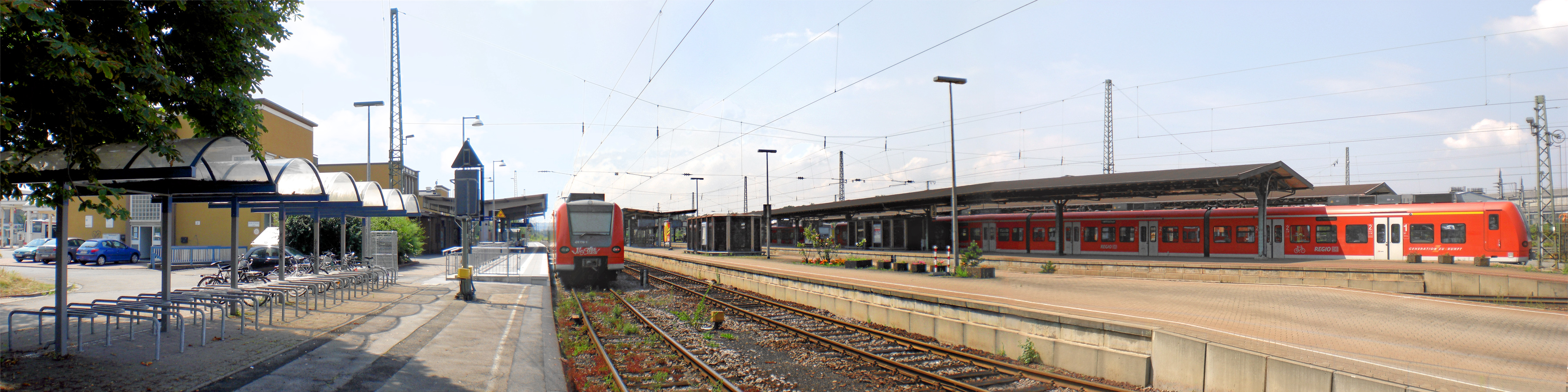
Hauptbahnhof, perronzijde
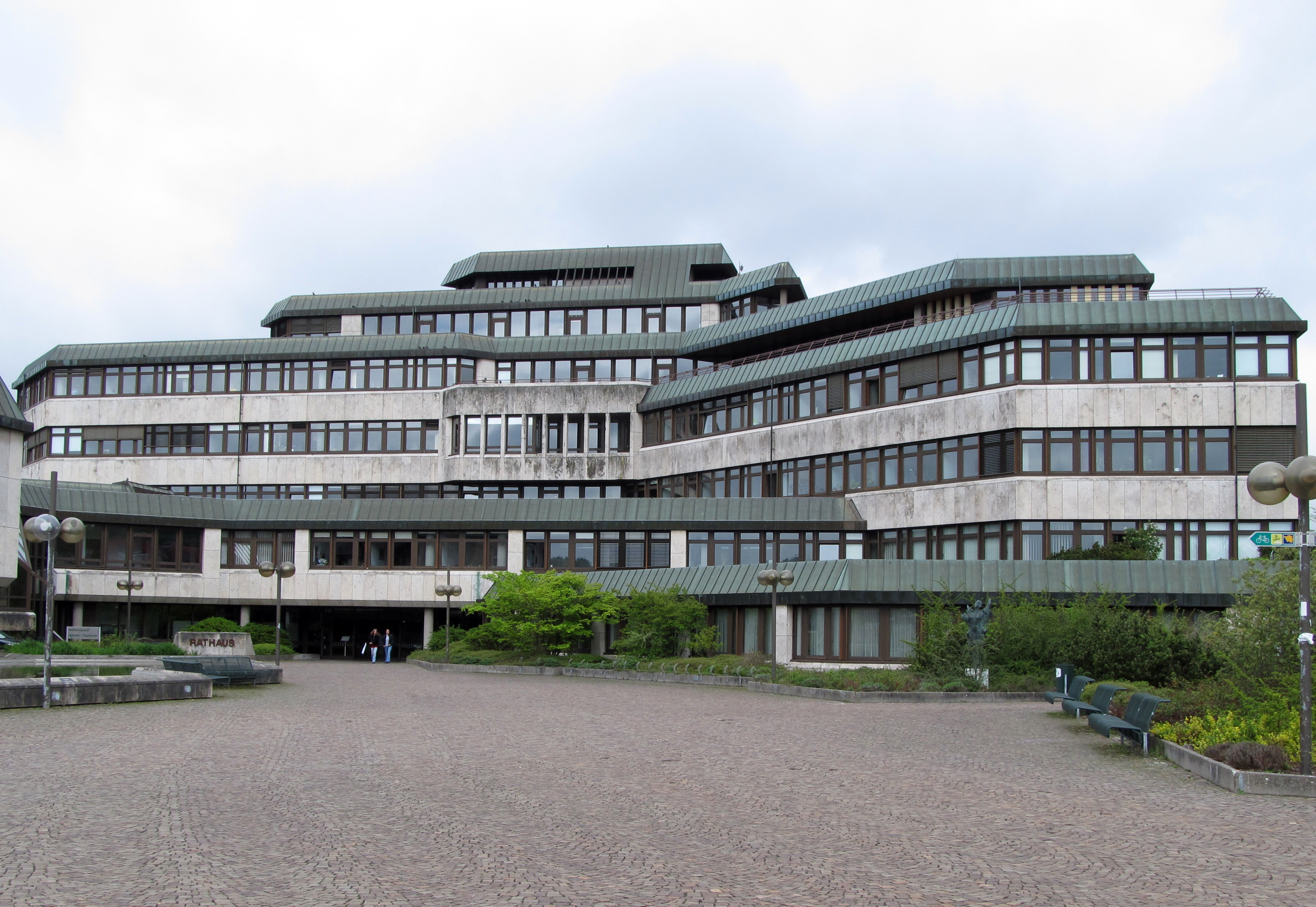
Gemeentehuis

Bexbach · Blieskastel · Gersheim · Homburg · Kirkel · Mandelbachtal · Sankt Ingbert